# Giorgi Czakwetadze
Giorgi Czakwetadze (gruz. გიორგი ჩაკვეტაძე; ur. 29 sierpnia 1999 w Tbilisi) – gruziński piłkarz, grający na pozycji pomocnika w Watford.

## Kariera klubowa
Wychowanek Dinama Tbilisi, którego zawodnikiem jest od 2012 roku. W pierwszym zespole tego klubu zadebiutował 18 listopada 2016 w wygranym 4:0 spotkaniu z Lokomotiwi Tbilisi. Latem 2017 przeszedł do KAA Gent. Zadebiutował w tym klubie 1 października 2017 w przegranym 1:2 meczu z Club Brugge.

## Kariera reprezentacyjna
Młodzieżowy reprezentant Gruzji. W dorosłej reprezentacji Gruzji zadebiutował 24 marca 2018 w wygranym 4:0 meczu z Litwą, w którym strzelił gola.

## Styl gry
Jest dość szybkim zawodnikiem, obdarzonym świetnym przeglądem pola. Dobrze drybluje, podaje i dośrodkowuje.

## Odznaczenia
- Order Honoru – 2024[8][9][10][11]